# Konstantinos Karakatsanis
Konstantinos Karakatsanis (griechisch Κωνσταντίνος Καρακατσάνης, * 1877 in Athen; † nach 1906) war ein griechischer Leichtathlet und Ruderer.
Bei den ersten Olympischen Sommerspielen 1896  in Athen belegte er am 2. Wettkampftag, dem 26. Märzjul. / 7. April 1896greg., im 1500-Meter-Lauf den siebten Platz. Sieger des Rennens wurde der Australier Edwin Flack vor dem US-Amerikaner Arthur Blake und dem Franzosen Albin Lermusiaux. 
Als Ruderer nahm Karakatsanis an den Olympischen Zwischenspielen 1906 in Athen teil. Der Wettkampf im „Sechzehner mit Steuermann“ wurde mit Marinebooten über die Distanz von 3000 m ausgetragen. Karakatsanis belegte mit seiner Mannschaft den vierten Platz bei fünf teilnehmenden Booten.
Karakatsanis war Mitglied des Sportklubs Panellinios GS Athen (GS = Galanis Sport).